# KaRaLi
KaRaLi（カラリ）とは、2008年に結成された日本の2人組音楽ユニット。アコースティックな編成と、優しくあたたかいメロディが特長。
現在は、サポートメンバーを迎えてバンドセットでも活動中。

## 概要
2008年に結成。下北沢mona recordsで初ライブを行って以降、吉祥寺井の頭公園で開催された『田園フェスティバル』や、高円寺音楽祭、新横浜フェスティバルなど、様々なイベントに出演。

## メンバー
まゆか（まゆか）
- ボーカル　担当。

下條 信吾（しもじょう しんご）
- ギター　ベース　コーラス　担当。

## ディスコグラフィー

### ミニアルバム
1. 2人のダンスホール（2015年12月23日発売）